# Maisy Stella
Maisy Jude Marion Stella, född 13 december 2003 i Oshawa i Ontario, är en kanadensisk sångerska och skådespelerska. Hon är känd för att ha spelat rollen som Daphne Conrad i musikalserien Nashville, mellan åren 2012 och 2018. År 2017 släppte hon sin debutsololåt "Riding Free", som en del av soundtracket till den Dreamworks-animerade Netflix-serien Spirit: På fria vidder.
Maisy Stella är yngre syster till Lennon Stella, som även hon har medverkat i TV-serien Nashville. Systrarna bildade tillsammans under år 2012 musikduon Lennon & Maisy, som mestadels framförde coverlåtar. De flyttade tillsammans med sina föräldrar Brad och Marylynne Stella till Nashville år 2009, eftersom båda då skulle ha en karriär inom musiken. Familjen bor i förorten Brentwood utanför Nashville.
År 2026 kommer Maisy Stella att medverka i science fiction-mysteriefilmen Flowervale Street. Filmen beräknas ha biopremiär i USA i augusti 2026.

## Filmografi (i urval)
- 2012–2018 – Nashville (TV-serie)
- 2017–2018 – Spirit: På fria vidder (TV-serie) (röst)
- 2025 – Poetic License
- 2026 – Flowervale Street